# 아비시니아풀밭쥐
아비시니아풀밭쥐(Arvicanthis abyssinicus)는 쥐과에 속하는 설치류의 일종이다. 에리트레아와 에티오피아에서 발견된다. 자연 서식지는 아열대 또는 열대 기후 지역의 고지대 초원과 경작지, 목초지이다.

## 특징
꼬리 길이 101~142mm를 제외한 몸길이가 132~160mm인 작은 설치류로 발 길이는 25~30mm이고 귀 길이는 16~20mm, 몸무게는 최대 130g이다. 거칠고 엉클어진 털을 갖고 있다. 등 쪽은 검은색과 갈색이고 배 쪽은 황토색과 회색을 띤다. 귀는 둥글고 갈색 또는 불그스레한 색을 띠며 짧은 황갈색 털이 섞여 있다. 핵형은 2n=62, FN=64-68이다.

## 생태
주로 땅 위에서 생활하는 육상성 동물이고 주행성 동물이다. 대개 10월과 12월 사이의 건기 중간에 번식을 한다. 암컷은 한 번에 3~9마리의 새끼를 낳고, 새끼는 태어날 때 약 4g 정도이다.

## 분포 및 서식지
에티오피아 중부와 북부 지역에 널리 분포한다. 해발 2,000m와 3,400m 사이의 초원 지대와 농경지에서 서식한다.